# Gaston (musicien)
Pour les articles homonymes, voir Cassez et Gaston.
 (mai 2025).
Si vous disposez d'ouvrages ou d'articles de référence ou si vous connaissez des sites web de qualité traitant du thème abordé ici, merci de compléter l'article en donnant les références utiles à sa vérifiabilité et en les liant à la section « Notes et références ».
Michel Cassez, dit Gaston, né le 28 décembre 1931 à Wattrelos (Nord) et mort le 25 mai 2025 à Vaison-la-Romaine (Vaucluse), est un musicien de jazz, auteur compositeur interprète et professeur de musique français.

## Biographie
Michel Cassez entre dans la carrière artistique à Marseille où il joue du saxophone baryton dans l'orchestre de son ami Marcel Zanini puis dans l'orchestre d'Aimé Barelli. Il pratique de tous les instruments et s'avère un jazzman d'excellence, un talent mis au grand jour lors du sketch L'Homme-orchestre, avec les Compagnons.
En 1964, il officie comme chef d'orchestre de Claude François qui le surnomme « Gaston ». Il apparaît en juillet 1966 au cours d'une des émissions du Palmarès des chansons.
En 1971, il écrit une comédie musicale Vroom vroom qu'il dirige lui-même, à la tête de l'opéra de Lille. Ensuite, Gaston se détourne du jazz pour animer des émissions de télévision comme Midi trente  avec Danièle Gilbert, puis aux côtés de Thierry Le Luron, Charlotte Julian ou Henri Salvador.
En 1973, il rejoint les Compagnons de la chanson jusqu'à leur tournée d'adieu de 1985, succédant à Jean Broussolle qui avait émis le souhait de quitter le groupe pour vivre autrement la suite de sa carrière de compositeur. Gaston, grâce à une entente parfaite avec Jean-Pierre Calvet — l'autre créateur des Compagnons — s'y fond rapidement apportant sa touche personnelle. Il y est l'auteur de titres comme La chorale, La Mouche, ou Doux c'est doux, une chanson qu'il interprète avec le soliste Fred Mella.
En mars 1982, Jacqueline Joubert le recrute pour son émission jeunesse Récré A2 pour laquelle il crée et campe le personnage de Doggy Dog qui forme un duo en chansons avec Elfie Astier jusqu'en 1984 puis une saison encore en solo sous sa véritable identité. Durant cette période, il signe avec Jean-Pierre Calvet de nombreuses chansons et les génériques du dessin animé Tom Sawyer. Il monte des spectacles avec Pascal Poinsenot de la compagnie Paul Ermio. En 1988 à Longjumeau, il écrit et met en scène Le Mystère des 4 clés, une autre comédie musicale pour enfants. Depuis, il joue avec son orchestre le Swing Song Orchestra dans le sud de la France.
En 1989, il revient au jazz en se produisant dans la France entière. Il rencontre alors Marc Cauquil en 1991 qui lui propose de diriger son orchestre. Ensuite, Gaston crée son groupe, un quartet de  jazz « Gaston et ses Compagnons » en compagnie de Michel Prats, Christian Mornet et Jean-Claude Vernet. Il sort un album CD Jazz de 17 titres : « Gaston et ses Compagnons font swinguer la chanson française ».
En octobre 2002, il est présent à l'inauguration de la place des Compagnons de la chanson à Lyon, dans le Ve arrondissement. Il est également à Vaison-la-Romaine fin avril 2008, lors d'un festival Georges Brassens avec son ami Marcel Zanini.
Il meurt à l'âge de 93 ans le 25 mai 2025 à Vaison-la-Romaine (Vaucluse), après avoir été le dernier survivant des Compagnons de la chanson. Il est inhumé au cimetière de Vaison-la-Romaine.

## Publication
- Gaston raconte Les Compagnons de la Chanson avec Yves Turbergue, Carrère-Lafon, 344 p., 1985 (ISBN 2-86804-179-7) édité erroné (BNF 34843789)